# Shōzō Makino
Shōzō Makino (牧野正蔵?, Makino Shōzō; Washizu, 15 maggio 1915 – 12 febbraio 1987) è stato un nuotatore giapponese.

## Carriera
Specializzato nello stile libero ha vinto la medaglia d'argento nei 1500m sl alle Olimpiadi di Los Angeles e di bronzo a Berlino.
È diventato uno dei Membri dell'International Swimming Hall of Fame.
È stato primatista mondiale dei 400m e 800m sl e della staffetta 4x200m sl.

## Palmarès
- Olimpiadi
  - Los Angeles 1932: argento nei 1500m sl.
  - Berlino 1936: bronzo nei 400m sl.